# ガレッシオ
ガレッシオ（イタリア語: Garessio）は、イタリア共和国ピエモンテ州クーネオ県にある、人口約3,000人の基礎自治体（コムーネ）。

## 地理

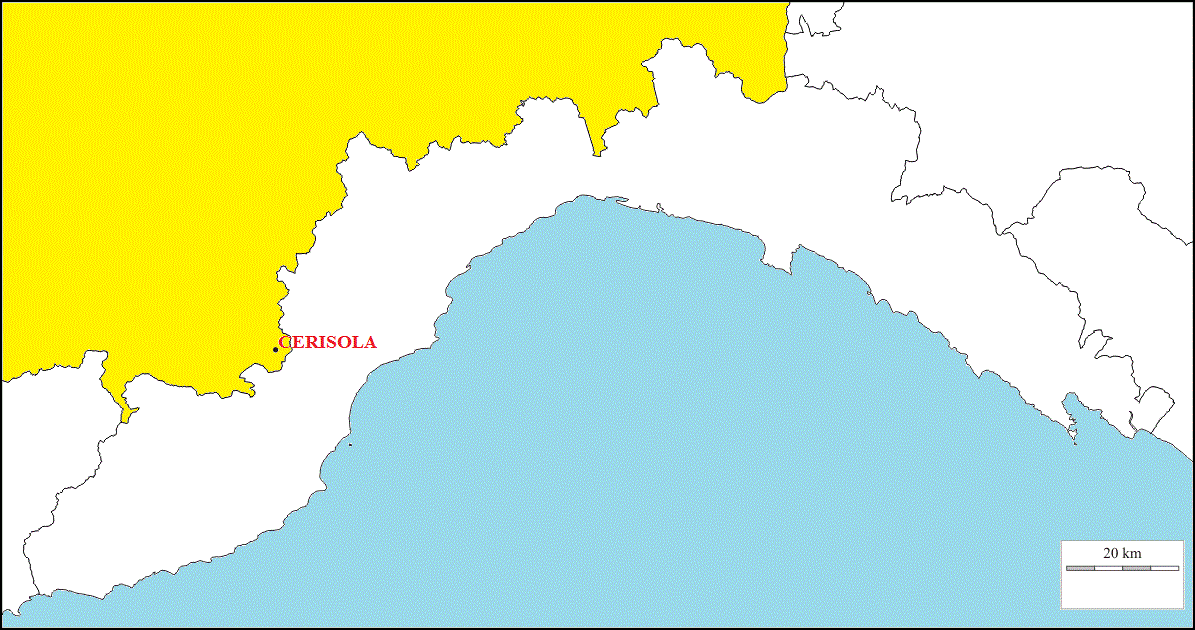
ガレッシオは、ピエモンテ州（黄）最南部に所在する

### 位置・広がり
クーネオ県の南部に位置する。インペリアから北へ約35km、サヴォーナから西南西へ約37km、県都クーネオから南東へ約43km、州都トリノから南へ約100kmの距離にある。

#### 隣接コムーネ
隣接するコムーネは以下の通り。括弧内のSVはサヴォーナ県所属を示す。
- バルディネート (SV)
- カリッツァーノ (SV)
- カステルヴェッキオ・ディ・ロッカ・バルベーナ (SV)
- エルリ (SV)
- ナジーノ (SV)
- オルメーア
- パンパラート
- プリオーラ
- ロブレント
- ヴィオーラ

#### 地震分類
イタリアの地震リスク階級 (it) では、3
に分類される。

## 行政

### 分離集落
ガレッシオには、以下の分離集落（フラツィオーネ）がある。
- Cappello, Cerisola, Deversi, Garessio 2000, Mindino, Mursecco, Pianbernardo, Piangranone, Trappa, Valdinferno

## 文化・観光
「イタリアの最も美しい村」クラブの加盟コムーネである。